# Christian Engelsen
Christian Engelsen (født 1. januar 1977)[kilde mangler] er en dansk erhvervsleder.
Christian Engelsen er uddannet på AVT Business School, Columbia Business School, The Wharton School og Harvard Business School.[kilde mangler]
Christian Engelsen er stifter af Board Company og Leadtime. Han har tidligere startet og senere solgt Presidents Institute.